# Code électoral belge
Lire en ligne

http://www.droitbelge.be/codes.asp

Le Code électoral ou Loi du 12 avril 1894 règle en Belgique la manière dont sont tenues les élections politiques.

## Histoire
Ce code a été modifié à de très nombreuses reprises.
La version néerlandaise date de la loi du 26 juin 1970.
Une proposition de loi modifiant le code électoral afin de scinder la circonscription électorale de Bruxelles-Hal-Vilvorde a conduit à plusieurs votes en conflit d'intérêts, à une procédure dite de la sonnette d'alarme et à la démission du gouvernement Leterme II en 2010.